# 刘氏宗祠 (新宁县)
刘氏宗祠，位于中国湖南省新宁县，由晚清原两广总督、两江总督刘坤一于光绪年间捐建，于2002年被列为湖南省文物保护单位。

## 历史沿革
清光绪四年（1878年），刘氏宗祠始建，由原两广总督、两江总督刘坤一捐建，光绪七年完工。
2018年前后，该县在宗祠两侧厢房原址重建楚勇聚艺堂和刘帅宴会馆，用于当地非遗表演等功能。
2002年，刘氏宗祠被列入省级文物保护单位。2018年，刘氏宗祠景区入选国家AAA级旅游景区。

## 建筑规制
刘氏宗祠依丹霞质马颈坳山而建，前方土地平坦、视野开阔。刘氏宗祠面积668.79平方米，砖木结构，前后三进，由纵向门廊、中厅、后堂及两侧厢房组成。正面开左中右三门，正门门额阴刻楷书“金城房刘氏宗祠”，门旁立1.5×1.5米石鼓一对（原立于文庙，于2001年在县委大院出土后存放此处）。入门为门廊，面阔三间，进深一间，左右连厢房。门廊阶下天井内有横、竖石碑两座，竖碑高2.32米，宽1.1米，为光绪二十八年（1902年）慈禧赐予刘坤一的赑屃驮功德碑（原立于刘坤一专祠——忠诚祠，于1999年在县中医院出土后移至此处）；横碑长3米，刻刘坤一父刘云樵作《重馆佛顶山诗一首》。
中厅面阔三间，进深两间，明间以连廊连后堂，挂“整齐严肃”匾，左右次间用作会客议事。
后堂为神主堂，供奉祖先牌位，面阔三间，进深两间。中厅、后堂均为抬梁式，硬山顶，覆青瓦，内有壁画10余幅，梁枋间饰以花卉鸟兽雕刻，封火墙四角饰以麒麟凤凰。中厅、后堂间连廊设廊亭，中有藻井。